# Grumbach (Largue)
Pour les articles homonymes, voir Grumbach.
Le Grumbach est une rivière française coulant dans le Sundgau (sud de l'Alsace), département du Haut-Rhin. Il est un affluent de la Largue, qu'il rejoint à Seppois-le-Haut, rive droite et donc un sous-affluent du Rhin.

## Géographie
La longueur de son cours d'eau est de 11,6 km.
Il prend sa source près de Winkel, seulement 300 metres nord-ouest du coin (allem.: « winkel ») de la jeune Ill. Depuis de Durlinsdorf il reçoit un affluent non classifié, qui vent de Liebsdorf. Depuis de la confluence il passe les villages de Mooslargue (disant « Largue-le-Marais ») et Niederlargue (un bourg de Mooslargue ; le nom dit « Largue-le-Bas »). Les noms suggèrent, qu'originalement le Grumbach était considéré comme le cours supérieur de la Largue.

## Communes et cantons traversés
Dans le seul département du Haut-Rhin, le Grumbach traverse cinq communes et deux cantons :
- dans le sens amont vers aval : Bendorf (source), Durlinsdorf, Mooslargue, Bisel, Seppois-le-Haut (confluence).

Soit en termes de cantons, le Grumbach prend sa source dans le canton de Ferrette, et conflue dans le canton de Hirsingue, le tout dans l'arrondissement d'Altkirch.

## Affluent
Le Grumbach n' a pas d'affluent référencé.

## Hydrologie
Le rang de Strahler est de un, car sans affluent référencé.